# Aphthona alanyensis
Aphthona alanyensis is een keversoort uit de familie bladkevers (Chrysomelidae). De wetenschappelijke naam van de soort werd in 2004 gepubliceerd door Fritzlar.